# Allianz Riviera
Allianz Riviera är en fotbollsarena belägen i Nice i Frankrike. Den invigdes 2013 efter två års konstruktionstid och används som hemmaplan för OGC Nice. På arenan har matcher spelats under EM 2016 (herrar) och VM 2019 (damer).
Läktarkapacitet på Allianz Riviera är på drygt 35 000; under 2019 års dam-VM gällde 35 100. Namnrättigheterna köptes 2012 av försäkringsbolaget Allianz, som även namngivit Allianz Arena i München. Under VM- och EM-matcher namnges arenan dock som Stade de Nice.
Arenan är belägen i stadsdelen Saint-Isidore. Den är hemmaplan för Ligue 1-laget OGC Nice, som lämnade sin tidigare Stade du Ray.

## Fotbolls-EM 2016
Under EM 2016 spelades följande matcher på arenan:
| Datum        | Tid (CET) | Lag #1  | Resultat | Lag #2     | runda     | Publik |
| ------------ | --------- | ------- | -------- | ---------- | --------- | ------ |
| 12 juni 2016 | 18:00     | Polen   | 1–0      | Nordirland | Grupp C   | 33 742 |
| 17 juni 2016 | 21:00     | Spanien | 3–0      | Turkiet    | Grupp D   | 33 409 |
| 22 juni 2016 | 21:00     | Sverige | 0–1      | Belgien    | Grupp E   | 34 011 |
| 27 juni 2016 | 21:00     | England | 1–2      | Island     | 1/8-final | 33 901 |